# Catonyx
Catonyx — викопний рід лінивців вимерлої родини Scelidotheriidae, що існував впродовж плейстоцену в Південній Америці.

## Скам'янілості
Викопні рештки Catonyx знайдено в Бразилії, Уругваї, Аргентині та Болівії. Наймолодші фосилії датуються 9600 роком до н. е..

## Опис
Це була рослинноїдна наземна тварина. Тіло сягало до 4 м завдовжки, з 50-сантиметровим черепом. У нього були міцні кістки та довгі та потужні кігті.